# C-21A
De Gates-Learjet C-21A "cougar" is een militair vliegtuig. Het is de uitvoering van de Learjet 35 zoals gebruikt in de USAF en Air National Guard van de Amerikaanse luchtmacht. 
De Learjet Model 35 en Model 36 vormen een reeks van multifunctionele zakenjets en militaire transportvliegtuigen vervaardigd door het Amerikaanse bedrijf Learjet. Bij gebruik door de United States Air Force zij dragen de aanduiding C-21A met onofficiële roepnaam "Cougar".
De vliegtuigen worden aangedreven door twee Garrett (nu Honeywell) TFE731-2 turbofanmotoren. De cabine kan afhankelijk van de uitvoering zes tot acht passagiers bevatten. De Learjet Model 36 heeft een kleinere bagageruimte omdat de brandstoftank achter in de romp meer plaats inneemt. De motoren zijn gemonteerd in gondels aan pylonen aan de zijkanten van de achterzijde van de romp. De vleugels zijn uitgerust met een single-slotted flaps, rolroeren en rolspoilers. De vleugeltippen hebben opvallende, niet-afwerpbare brandstoftanks.